# Badin (Pakistan)
Badin (in urdu بدین) è una città del Pakistan, situata nella provincia del Sindh.